# Clement Deykin
Clement Deykin (ur. 1 października 1877 w Lapley, zm. 14 marca 1969 w Victorii) – brytyjski rugbysta, olimpijczyk, zdobywca srebrnego medalu w turnieju rugby union na Letnich Igrzyskach Olimpijskich w 1900 roku w Paryżu.
Pracował zawodowo jako jubiler.

## Kariera sportowa
W trakcie kariery sportowej związany był z klubem Moseley Wanderers RFC. W 1900 roku z Moseley Wanderers RFC jako przedstawicielem Wielkiej Brytanii – zagrał w turnieju rugby union na Letnich Igrzyskach Olimpijskich 1900. W rozegranym 28 października 1900 roku na Vélodrome de Vincennes spotkaniu Brytyjczycy ulegli Francuzom 8:27. Oznaczało to zdobycie przez Brytyjczyków srebrnego medalu ex aequo z Niemcami, jako że zaplanowany na 11 listopada mecz z reprezentującym Cesarstwo Niemieckie klubem SC 1880 Frankfurt nie doszedł do skutku.